# World Wide Web Consortium
World Wide Web Consortium, w skrócie W3C – organizacja, która zajmuje się ustanawianiem standardów pisania i przesyłu stron WWW. Została założona 1 października 1994 roku przez Timothy'ego Bernersa-Lee, twórcę WWW oraz autora pierwszej przeglądarki internetowej i serwera WWW.

Logo organizacji W3C

W3C jest obecnie zrzeszeniem ponad 400 organizacji, firm, agencji rządowych i uczelni z całego świata. Publikowane przez W3C rekomendacje nie mają mocy prawnej, która nakazywałaby ich stosowanie.

## Struktura
W3C składa się z szeregu zespołów dyskusyjnych, które zajmują się konkretnymi zadaniami.
W zespołach tych zasiadają eksperci z firm oraz wszelkich organizacji będących członkami W3C, które są zainteresowane ustanowieniem danego standardu. Organizacja lub firma chcąca dołączyć do W3C musi ją wesprzeć finansowo (roczna opłata, zależnie od rodzaju organizacji, wynosi od 10 000 do 50 000 USD). 
Najważniejszą częścią struktury W3C jest Komitet Doradczy, w którym zasiadają przedstawiciele każdej organizacji. Komitet poprzez głosowanie decyduje o przyjęciu lub odrzuceniu danego standardu ustanowionego przez któryś z zespołów tematycznych.
Nad pracami zespołów i Komitetu Doradczego czuwa Załoga W3C (W3C Team), która teoretycznie zapewnia tylko obsługę techniczną dyskusji, ale w rzeczywistości ma też dość istotny wpływ na ich przebieg.

## Procedura ustanawiania standardów
Procedura ustanawiania standardów jest bardzo złożona. W wielkim skrócie: każda organizacja ma prawo złożyć tzw. draft, czyli propozycję zmiany starego standardu lub ustanowienia nowego. Draft może zostać od razu odrzucony przez odpowiedni dla niego zespół lub dołączony do ogólnego dokumentu pod nazwą Process Document. Od 2001 roku draft może też rekomendować lub proponować odrzucenie TAG. Niektóre drafty zaczynają zupełnie nowe procesy dyskusyjne i wiążą się z utworzeniem całkiem nowego zespołu. Po zebraniu wszystkich draftów na dany temat zaczyna się debata ekspertów. W jej wyniku powstaje dokument zwany Technical Direction, który po zatwierdzeniu przez Komitet Doradczy staje się oficjalnym zaleceniem standardu W3C.

## Najważniejsze zagadnienia, którymi zajmowała się lub zajmuje W3C
- HTML/XHTML/XForms – podstawowe języki znaczników, stosowane do tworzenia stron WWW,
- CSS – kaskadowe arkusze stylów,
- DOM – Document Object Model – ustanowienie jednolitego systemu, w jaki sposób przeglądarki zarządzają wyświetlaniem i indeksowaniem elementów stron WWW,
- XML – zbiór zasad, na podstawie których tworzone są aplikacje XML,
- HTTP – protokół przesyłania stron WWW,
- SVG – Scalable Vector Graphics – ogólny format grafiki wektorowej,
- VoiceXML – język specyfikacji dialogu głosowego człowiek-komputer,
- SMIL/TimeText – Synchronized Multimedia Integration Language – język, przy pomocy którego (wewnątrz XML) będzie można swobodnie manipulować plikami multimedialnymi i tekstem,
- XSL/XSLT/XPath/XPointer – style, transformacje i inne techniki z tym związane,
- WAI – dostępność stron WWW,
- PICS – ocena zawartości stron WWW (pornografia, przemoc) bez stosowania cenzury, w celu ochrony dzieci,

## Inne organizacje
Inne organizacje zajmujące się standardami sieciowymi to m.in.:
- Internet Engineering Task Force (IETF)
- Międzynarodowa Organizacja Normalizacyjna (ISO)
- ANSI
- ECMA
- Web Hypertext Application Technology Working Group (WHATWG)